# Shaun Maswanganyi
Phatutshedzo „Shaun“ Maswanganyi (* 1. Februar 2001 in Benoni) ist ein südafrikanischer Leichtathlet, der sich auf die Sprintdisziplinen spezialisiert hat.

## Sportliche Laufbahn
Shaun Maswanganyi stammt aus Soweto, einem Vorort der Metropole Johannesburg. Er besuchte das St Alban’s College in der südafrikanischen Hauptstadt Pretoria.
Zunächst betrieb er die Sportarten Rugby Union und Cricket. Für letztere hatte er bereits ein Stipendium sicher, allerdings konnte ihn Yaw Fosu-Amoah, ein ehemaliger südafrikanischer Weitspringer überzeugen, der Leichtathletik eine Chance zu geben.
2016 gewann Maswanganyi die Goldmedaille im Weitsprung bei den Südafrikanischen U16-Meisterschaften und zudem Bronze über 100 Meter. Ende Oktober steigerte er sich auf eine Zeit von 10,94 s. 2017 gewann er, erneut im Weitsprung, die Goldmedaille bei den nationalen U18-Meisterschaften. Über 100 Meter belegte den fünften Platz, wobei er sich auf 10,58 s verbesserte. 2019 gewann er im März bei den Südafrikanischen U20-Meisterschaften drei Medaillen, zwei Titel über 100 und 200 Meter und die Bronzemedaille im Weitsprung. Einen Monat später trat er in der Elfenbeinküste bei den U20-Afrikameisterschaften an. Zunächst zog er über 100 Meter in das Finale ein und gewann darin mit neuer Bestzeit von 10,35 s die Silbermedaille. Zwei Tage später gewann er, ebenfalls mit Bestzeit von 20,77 s, den Titel im 200-Meter-Lauf. Ende April nahm er zum ersten Mal an den Südafrikanischen Meisterschaften bei den Erwachsenen teil und wurde mit neuer Bestzeit von 20,75 s Fünfter über 200 Meter. 2020 verließ Maswanganyi die Heimat und nahm ein Wirtschafts-Studium an der University of Houston in den USA auf. Im März lief er in Pretoria mit 10,06 eine neue Bestzeit im 100-Meter-Lauf. 2021 lief er innerhalb eines Tages in College Station mit 10,04 s bzw. 20,19 s neue Bestleistungen über 100 und 200 Meter und qualifizierte sich damit in beiden Disziplinen für die Olympischen Sommerspiele in Tokio. Zunächst ging er in Tokio über die 100 Meter an den Start und erreichte, zusammen mit seinen zwei Landsleuten, das Halbfinale. Darin schied er als Sechster seines Laufes schließlich aus. Nur wenige Tage später bestritt er auch den 200-Meter-Wettkampf. Auch auf der doppelten Distanz gelang es ihm in das Halbfinale einzuziehen. In seinem Halbfinallauf brachte er es mit 20,18 s auf die viertschnellste Zeit und verpasste als insgesamt Zehnter knapp den Finaleinzug. Zum Abschluss bestritt er noch den Staffellauf, allerdings konnte das südafrikanisch Quartett den Lauf nicht beenden.
2022 war Maswanganyi für seine erste Teilnahme an den Weltmeisterschaften der Erwachsenen über 200 Meter qualifiziert. Er belegte in 20,79 s den vierten Platz in seinem Vorlauf, womit er den Einzug in das Halbfinale verpasste. 2023 lief er Anfang Juni zum ersten Mal die 100 Meter unterhalb von 10 und die 200 Meter unterhalb von 20 Sekunden. Anfang August gewann er die Silbermedaille bei der Universiade in Chengdu. Zwei Wochen später trat er im Vorlauf der 100 Meter bei den Weltmeisterschaften in Budapest an, verpasste als Vierter seines Laufes allerdings den Einzug in das Halbfinale. Ein paar Tage später ging er auch über die 200 Meter an den Start, wo er das Halbfinale erreichen konnte. Zum Abschluss der Weltmeisterschaften ging er mit der südafrikanischen Sprintstaffel bei seiner dritten Entscheidung an den Start und erreichte mit ihr das Finale. Nach einem Wechselfehler konnte die Staffel das Rennen im Finale nicht beenden.
Bei den Olympischen Spielen 2024 in Paris gewann er mit der 4-mal-100-Meter-Staffel die Silbermedaille.

## Wichtige Wettbewerbe
| Jahr                  | Veranstaltung             | Ort                   | Platz                 | Disziplin             | Zeit                  |
| Startet für Südafrika | Startet für Südafrika     | Startet für Südafrika | Startet für Südafrika | Startet für Südafrika | Startet für Südafrika |
| --------------------- | ------------------------- | --------------------- | --------------------- | --------------------- | --------------------- |
| 2019                  | U20-Afrikameisterschaften | Abidjan               | 2.                    | 100 m                 | 10,35 s               |
| 2019                  | U20-Afrikameisterschaften | Abidjan               | 1.                    | 200 m                 | 20,77 s               |
| 2021                  | Olympische Sommerspiele   | Tokio                 | 14.                   | 100 m                 | 10,10 s               |
| 2021                  | Olympische Sommerspiele   | Tokio                 | 10.                   | 200 m                 | 20,18 s               |
| 2021                  | Olympische Sommerspiele   | Tokio                 |                       | 4 × 100 m             | DNF                   |
| 2022                  | Weltmeisterschaften       | Eugene                | 37.                   | 200 m                 | 20,79 s               |
| 2023                  | Universiade               | Chengdu               | 2.                    | 100 m                 | 10,06 s               |
| 2023                  | Weltmeisterschaften       | Budapest              | 31.                   | 100 m                 | 10,21 s               |
| 2023                  | Weltmeisterschaften       | Budapest              | 20.                   | 200 m                 | 20,65 s               |
| 2023                  | Weltmeisterschaften       | Budapest              |                       | 4 × 100 m             | DNF (Finale)          |
| 2024                  | Olympische Sommerspiele   | Paris                 | 2.                    | 4 × 100 m             | 37,57 s               |

## Persönliche Bestleistungen
Freiluft
- 100 m: 9,91 s, 9. Juni 2023, Austin
- 200 m: 19,99 s, 7. Juni 2023, Austin
- Weitsprung: 7,57 m, 15. März 2019, Pretoria

Halle
- 60 m: 6,56 s, 10. März 2023, Albuquerque
- 200 m: 20,79 s, 25. Februar 2023, Birmingham
- Weitsprung: 7,44 m, 28. Januar 2022, Houston

## Sonstiges
Masnwanganyi wird von Carl Lewis trainiert.